# Hugo II de Quercy
Hugo II de Quercy (? - 959) foi um nobre da alta Idade Média, tendo sido Senhor feudal de Quercy e detentor do título de Visconde de Comborn, com origem na Casa de Comborn. 
O Senhorio de Quercy corresponde a uma antiga província francesa que se localizava-se no sudoeste do país e era limitado a norte pela Limousin, a  oeste pelo Périgord e Agenais, a sul por Gasconha e Languedoc, e a leste pelo Rouergue e Auvérnia.

## Relações familiares
Foi filho de Foucher I de Limoges, visconde de Ségur e de Dina de Chanac. Casou com Ildearde de Ségur, com quem teve:
1. Arquibaldo de Comborn (c. 935 - 995) foi visconde de Comborn entre 951 e o ano 1000 e considerado o fundador da Casa de Comborn. Foi Casado com Sulpícia de Turenne, filha de Bernard de Turenne.